# Ленинское (Баганский район)
Ленинское — исчезнувшее село в Баганском районе Новосибирской области. Входило в состав Кузнецовского сельсовета. Исключено из учётных данных в 2013 г.

## География
Площадь села — 16 гектар.

## Население
| 1976 | 1995 | 2002 | 2007 | 2010 |
| ---- | ---- | ---- | ---- | ---- |
| 204  | ↘69  | ↘30  | ↘4   | ↘0   |

## Инфраструктура
В селе по данным на 2006 год отсутствовали социальные объекты.